# Youssef Maziz
Youssef Maziz (Thionville, 24 giugno 1998) è un calciatore francese, centrocampista dell'OH Lovanio.

## Caratteristiche tecniche
È un esterno sinistro.

## Carriera

### Club
Cresciuto nel settore giovanile del Metz, debutta in prima squadra l'11 gennaio 2017 in occasione dell'incontro di Coupe de la Ligue perso 2-0 contro il Paris Saint-Germain. Il 26 febbraio seguente fa il suo esordio in Ligue 1 giocando l'incontro perso 5-0 contro l'Olympique Lione. Nel 2018 viene ceduto in prestito all'Avranches in terza divisione e l'anno seguente al Le Mans, in Ligue 2. In vista della stagione 2020-2021 viene confermato in prima squadra dal Metz.

### Nazionale
Nel 2013 ha giocato 2 partite con la nazionale francese Under-16.

## Statistiche
Statistiche aggiornate al 14 ottobre 2023.

### Presenze e reti nei club
| Stagione        | Squadra         | Campionato      | Campionato | Campionato | Coppe nazionali | Coppe nazionali | Coppe nazionali | Coppe continentali | Coppe continentali | Coppe continentali | Altre coppe | Altre coppe | Altre coppe | Totale | Totale | Totale |
| Stagione        | Squadra         | Comp            | Pres       | Reti       | Comp            | Pres            | Reti            | Comp               | Pres               | Reti               | Comp        | Pres        | Reti        | Pres   | Reti   |        |
| --------------- | --------------- | --------------- | ---------- | ---------- | --------------- | --------------- | --------------- | ------------------ | ------------------ | ------------------ | ----------- | ----------- | ----------- | ------ | ------ | ------ |
| 2015-2016       | Metz 2          | CFA2            | 5          | 3          |                 | -               | -               |                    | -                  | -                  |             | -           | -           | 5      | 3      |        |
| 2016-2017       | Metz 2          | CFA2            | 20         | 2          |                 | -               | -               |                    | -                  | -                  |             | -           | -           | 20     | 2      |        |
| 2017-2018       | Metz 2          | N3              | 25         | 10         |                 | -               | -               |                    | -                  | -                  |             | -           | -           | 25     | 10     |        |
| 2016-2017       | Metz            | L1              | 1          | 0          | CF+CdL          | 1+1             | 0               |                    | -                  | -                  |             | -           | -           | 3      | 0      |        |
| 2017-2018       | Metz            | L1              | 0          | 0          | CF+CdL          | 1+1             | 0               |                    | -                  | -                  |             | -           | -           | 2      | 0      |        |
| 2018-2019       | Avranches 2     | N3              | 2          | 0          |                 | -               | -               |                    | -                  | -                  |             | -           | -           | 2      | 0      |        |
| 2018-2019       | Avranches       | N               | 29         | 7          | CF              | 1               | 0               |                    | -                  | -                  |             | -           | -           | 30     | 7      |        |
| 2019-2020       | Le Mans 2       | N3              | 1          | 0          |                 | -               | -               |                    | -                  | -                  |             | -           | -           | 1      | 0      |        |
| 2019-2020       | Le Mans         | L2              | 13         | 3          | CF+CdL          | 2+3             | 0               |                    | -                  | -                  |             | -           | -           | 18     | 3      |        |
| 2020-2021       | Metz 2          | N2              | 2          | 0          |                 | -               | -               |                    | -                  | -                  |             | -           | -           | 2      | 0      |        |
| 2020-2021       | Metz            | L1              | 11         | 0          | CF              | 2               | 0               |                    | -                  | -                  |             | -           | -           | 13     | 0      |        |
| 2021-2022       | Seraing         | D1              | 33+2       | 8+0        | CB              | 2               | 4               |                    | -                  | -                  |             | -           | -           | 37     | 12     |        |
| 2022-2023       | Metz            | L2              | 29         | 8          | CF              | 2               | 0               |                    | -                  | -                  |             | -           | -           | 31     | 8      |        |
| 2023-2024       | Metz            | L1              | 2          | 1          |                 | -               | -               |                    | -                  | -                  |             | -           | -           | 2      | 1      |        |
| Totale Metz     | Totale Metz     | Totale Metz     | 43         | 9          |                 | 8               | 0               |                    | -                  | -                  |             | -           | -           | 51     | 9      |        |
| 2023-2024       | OH Lovanio      | D1              | 5          | 2          |                 | -               | -               |                    | -                  | -                  |             | -           | -           | 5      | 2      |        |
| Totale carriera | Totale carriera | Totale carriera | 180        | 44         |                 | 16              | 4               |                    | -                  | -                  |             | -           | -           | 196    | 48     |        |